# Judi Dench
Dame Judith Olivia "Judi" Dench, (n. 9 decembrie 1934, York, Anglia, Regatul Unit) este o actriță engleză de teatru, film și televiziune.

## Copilărie
Dench s-a născut în Heworth, York, comitatul Yorkshire Anglia, fiica lui Eleanora Olave Jones, originar din Dublin, și a lui Reginald Arthur Dench, un medic care s-a întâlnit cu mama lui Judi în timp ce studia medicina la Trinity College, Cambridge.
Dench a fost crescută ca o metodistă, până când, la vârsta de 13 ani, ea a participat la The Mount School, o școală Quaker Public Secondary in York,, devenind un Quaker; apoi a trăit în Tyldesley, Greater Manchester.
Frații săi, dintre care unul este un actor, s-au născut în Tyldesley, Greater Manchester.
Între rudele notabile, se includ fratele ei mai în vârstă, actorul Jeffery Dench, și nepoata ei, Emma Dench, un romancier istoric și anterior profesor la Birkbeck, Universitatea din Londra, iar în prezent la Universitatea Harvard , Cambridge, Massachusetts.
În 1971, Dench s-a căsătorit cu actorul britanic Michael Williams⁠(en)[traduceți] și au avut un copil, Tara Cressida Williams, cunoscută profesional ca Finty Williams, la 24 septembrie 1972.
Dench și soțul ei au jucat împreună în câteva producții de scenă, și în sitcomul britanic de televiziune, Bob Larbey, A Romance Fine (1981-84).
Michael Williams a murit de cancer pulmonar în 2001, la vârsta de 65 ani.

## Cariera
Ea a debutat profesional în 1957 cu The Old Vic Company.
În anii următori, a jucat în mai multe din piesele lui William Shakespeare, în roluri cum ar fi Ophelia din Hamlet, Julieta din Romeo și Julieta și Lady Macbeth în Macbeth. A intrat în lumea filmului și a câștigat un premiu BAFTA ca cea mai promițătoare nou venită.
În următoarele două decenii, s-a impus ca una dintre cele mai semnificative interprete artiste de teatru britanic, lucrând pentru National Theatre Company și Royal Shakespeare Company. În televiziune, ea a obținut un succes în această perioadă, în seria A Romance Fine din 1981 până în 1984 și în 1992 a început un rol de durată în serialul de comedie romantică As Time Goes By.
Aparițiile ei film au fost rare, până când ea a fost propusă ca M în GoldenEye (1995), un rol pe care l-a jucat în fiecare film din seria James Bond de atunci încolo. Ea a primit mai multe premii notabile de film pentru rolul ei ca regina Victoria în Mrs. Brown (1997) și a fost apreciată pentru munca sa în filme, cum ar fi Shakespeare in Love (1998), Chocolat (2000), Iris (2001), Mrs.Henderson Presents (2005), precum și Notes on a Scandal (2006), precum și producția de televiziune The Last of the Blonde Bombshells (2001).
Considerată de critici ca una dintre cele mai mari actrițe din perioada postbelică și adesea numită ca prima actriță britanică în sondaje, Dench a primit mai multe nominalizări la premiile pentru teatru, film și televiziune.
Printre premiile ei se numără zece premii BAFTA, șapte Laurence Olivier Awards, două Screen Actors Guild Awards, două Globuri de Aur, un Premiu al Academiei, și un premiu Tony.

## Filmografie
- Four in the Morning (1965)
- A Midsummer Night's Dream (1968)
- A Room with a View (1985)
- 84 Charing Cross Road, 1987
- Henry V (1989)
- GoldenEye (1995)
- Hamlet (1996)
- Mrs Brown (1997)
- Tomorrow Never Dies (1997)
- Shakespeare in Love (1998)
- The World Is Not Enough (1999)
- Chocolat (2000)
- The Shipping News (2001)
- Iris (2001)
- Die Another Day (2002)
- Ladies in Lavender (2004)
- Mrs Henderson Presents (2005)
- Pride & Prejudice (2005)
- Notes on a Scandal (2006)
- Casino Royale (2006)
- Quantum of Solace (2008)
- Nine (2009)
- J. Edgar (2011)
- Jane Eyre (2011)
- My Week with Marilyn (2011)
- Skyfall (2012)
- The Best Exotic Marigold Hotel (2012)
- Philomena (2013)
- The Second Best Exotic Marigold Hotel (2015)
- Tulip Fever (2015)
- Schadenfreude (2016)

## Discografie
- Pericles (1968) Shakespeare Recording Society, Caedmon Records
- Cabaret (1968), Original London cast album CBS (1973)
- The Good Companions (1974), Original London cast recording (1974)
- A Midsummer Night's Dream (1995); from Felix Mendelssohn as Recitant. Conducted by Seiji Ozawa
- A Little Night Music (1995) by Stephen Sondheim, Royal National Theatre Cast
- Nine (2009) Original Motion Picture Soundtrack